# Leonora Surian
Leonora Surian (Fiume, ...) è un'attrice e cantante croata.

## Biografia
Leonora Surian è un'attrice teatrale e televisiva croata, prima attrice del Teatro Nazionale Croato Ivan pl. Zajc, direttrice del Dramma Italiano dello stesso teatro a Fiume dal 2014 al 2016, nonché cantante di origine italiana.
Cresciuta in un ambiente artistico (il padre è il cantante lirico Giorgio Surian, la madre pianista e pittrice) ha vissuto in Italia dove ha frequentato le scuole medie-superiori e la scuola di musica e di danza.
Si è diplomata all'Accademia Nazionale d'Arte Drammatica Silvio D'Amico a Roma nel 2003. Nello stesso anno è entrata come attrice al teatro stabile di Fiume Ivan pl. Zajc, ove ha realizzato fino ad oggi numerosi ruoli, tra i quali l'Ofelia nell'Amleto, Nina ne Il gabbiano, Margaret ne La gatta sul tetto che scotta, la sposa in Nozze di sangue, Fiorinetta in Vaccaria, Norma Desmond in Sunset Boulevard.
Ha partecipato al musical Nunsense in due ruoli differenti, come Nina nel musical nazionale croato Jalta, Jalta nel 2006 e 2012 è stata nominata come miglior attrice per il premio del Teatro Nazionale Croato, come anche nel 2018 per il ruolo di Tzatzira nello spettacolo "Anche le pulci hanno la tosse", e nel 2023 per il ruolo di Lilli Vanessi- Cate nello spettacolo " Baciami Cate". Si è distinta nel ruolo di Norma Desmond in Sunset Boulevard (2019),per il quale ha vinto il premio del Teatro Nazionale Croato (2020.).
Da settembre 2014 a novembre 2016 è stata direttrice del Dramma Italiano di Fiume, unica compagnia di prosa di lingua italiana, fondata nel 1946, del Teatro Nazionale Croato Ivan de Zajc, di cui fanno anche parte il Dramma Croato, l'Opera e il Balletto.
Da marzo 2015. fa parte dell'Albo degli Ex Studenti Italofoni, che raccoglie oltre 500 personalità nel mondo, nei settori della cultura, dell'economia, della politica e dei media.
Il pubblico più ampio l'ha conosciuta in uno dei ruoli principali della telenovela croata Sve će biti dobro (Mila Radić).
Nel 2008 ha realizzato il suo primo disco dal nome Moj mali svijet in collaborazione con noti jazzisti croati. A natale 2010 ha pubblicato il disco Bijeli Božić (Bianco Natale), che comprende una raccolta di canzoni natalizie, croate, italiane e internazionali, accompagnate dall'arpa di Vlasta Hribar.
Nel 2015 ha pubblicato il CD di ninne nanne Nanita, anch'esso accompagnato dall'arpista V. Hribar.
Sempre pronta a scherzare, Leonora ha pubblicato all'inizio del 2012 una raccolta di barzellette sulle bionde "Vic je što sam plava" - le migliori barzellette sulle bionde (Profil), in cui conclude, con il supporto delle bionde croate di successo, in modo autentico con raffinata autoironia, che : "Tutte le donne sono attrici, solo che le bionde sono attrici un po' piu' raffinate".
Appena una settimana dopo la pubblicazione della raccolta di barzellette sulle bionde "Vic je što sam plava", Leonora ha ricevuto una medaglia d'argento alla Fiera Mondiale degli Innovatori "Arhimed" (2012), per un porta PC innovativo e originale entrando cosi' nella prestigiosa lista degli innovatori mondiali.
Da settembre 2019 è nominata primattrice del teatro di Fiume "Ivan de Zajc". 
Nel luglio 2025 le è stato assegnato il titolo di Prima attrice nazionale di prosa, uno dei massimi onori conferiti nel teatro croato.

## Teatro
- “Frammenti d'amore”da AAVV- regia di Pino Passalacqua, vari ruoli (2001)
- “No al fascismo”da AAVV- regia Mario Ferrero, vari ruoli (2002)
- “A solo”da AAVV- regia di Lorenzo Salveti, vari ruoli (2003)
- “Filumena Marturano” di E. De Filippo, regia J.Marković – nella parte di Diana (2003)
- “Amleto” di W. Shakespeare , regia K.Dolenčić– nella parte di Ofelia (2004)
- “La Vaccaria” di Ruzzante, regia di De Bosio – nella parte di Fiorinetta (2004)
- “Nozze di sangue” di F. G. Lorca, regia D.Z.Fray – nella parte principale della sposa (2004)
- “Jalta-Jalta” musical nazionale Croato, regia B.Bogdanov – nella parte principale Nina (2005)
- “Il gabbiano” di Checov, regia J.Marković  – nella parte di Nina (2005)
- “Marsh” di Koltes, regia I.Buljan – nella parte della sposa (2005)
- “Il Tacchino” di Feydeau, regia L.Keseg – nella parte di Maggy (2005)
- “Il Figlio di Nessuno” regia di V. Bresan – nella parte di Antonia (2006)
- “La gatta sul tetto che scotta” di T. Williams – regia L. Zappia – nella parte di Margaret (2006)
- “Gospoda Glembajevi” di M. Krleza – regia di B. Brezovec – nella parte di Angelica (2007)
- “Goldoni Terminus” di T. Stivicic, Zink e E. Erba – regia di T. Cafiero – nella parte di Rosaura (2007)
- “Nunsense” di Dan Goggin – regia di M. Horvat – nella parte di sorella Amnesia e sorella Hubert (2008)
- “Il paese del sorriso” di F. Lehar – regia di Damiano Michieletto, “Teatro Verdi” a Trieste – nella parte di Lore (2008)
- “Salomè” di O. Wilde - regia D.Z.Fray, ruolo di Erodiade (2010)
- “Jalta, Jalta” di A.Kabiljo, Grgić,adattato da Leonora Surian, regia M.Horvat- ruolo Nina Filipovna (2010)
- “Michelstaedter" regia M. Colli-ruolo Argia (2010)
- “Camere da letto" di Alan Ayckbourn- regia Paola Galassi, ruolo Jan (2011)
- “Antigone" di Sofocle- regia Ozren Prohić, ruolo coro (2012)
- “Il violinista sul tetto" di Jerry Bock- regia Ozren Prohić, ruolo: Hodel, Tzeitel (2012)
- “La finta ammalata" di Carlo Goldoni- regia Saša Broz, ruolo Rosaura (2012)
- “I botoni de la montura" - regia G.Amodeo, ruolo novizza (2013)
- "Le fatiche di Pseudolus "/" Pseudolusove muke", T.M.Plaut, regia G.B.Storti, ruolo dell'autore (2014)
- " E se invece di Pinocchio.."/"A kada bi umjesto Pinokija.." E.Nacinovich, regia E.Nacinovich, ruolo fatina/mamma (2015)
- " El Dia Que Me Quieras" spettacolo- concerto di e sul tango di G. Nicodemo e L. Surian (2015)
- "Cenerentola", musical, secondo i fratelli Grimm e Charlesa Perrault- dramaturgia Magdalena Lupi Alvir, regia e coreografia Mojca Horvat, ruolo della madre e della regina (2016)
- " Snježna Bajka", regia I.Vlajnic, ruolo della Fatina (2016)
- " La Locandiera", C. Goldoni, regia Paolo Magelli, ruolo della serva (2016)
- " Cabaret D'Annunzio" , Sinisi, regia Gianpiero Borgia, ruolo Barbara Leoni, Signora Cosulich (2017)
- " La rappresentazione dell'Amleto nel villaggio di Merduscia di Sotto"/ "Predstava Hamleta u selu Mrduša Donja", I. Brešan, regia Luca Cortina, ruolo Teresa (2017)
- "Sei donne appassionate", M. Fratti, regia V. Manna, ruolo Valia (2018)
- "Anche le pulci hanno la tosse", F. Tomizza, regia D. Hobel, ruolo zanzara Tzatzira, Coproduzione col Teatro "La Contrada" di Trieste (2018)
- "La magia del Natale", regia G.Settimo, ruolo Rosina (soprano) (2018)
- "Sunset Boulevard", A.L.Webber, regia R.C.Gatica, ruolo Betty Scheafer (2019)
- "Sunset Boulevard", A.L.Webber, regia R.C.Gatica, ruolo Norma Desmond  (2019)
- "Gli imbianchini non hanno ricordi", Dario Fo, regia Mario Kovać, ruolo Sonia (2019)
- "Effetto Farfalla / Efekt Leptira / Butterfly Effect", di Chiara Boscaro e Marco Di Stefano, regia di Marco Di Stefano. Produzione Teatro Nazionale Croato Ivan de Zajc - Dramma Italiano di Fiume e AIDA - La Confraternita del Chianti.[6] (2019)
- "Esercitazione alla vita- seconda volta" , di N. Fabrio, regia Marin Blažević, ruoli Mafalda da giovane / madre di Ludovica (2020)
- "Evita" A.L. Webber & T. Rice, regia R. C. Gatica, ruolo Eva Peron (2020)
- "Fiori d'acciaio", R.Harling, regia R.C.Gatica, nel ruolo di Marianna Tintor ( M'Lynn Eaton) (2021)
- "Baciami, Cate" , Bella&Samuel Spewack,  ColePortr, nel ruolo di Lilli Vanessi/Caterina, regia T. Strmečki, dir. F. Gjud (2021)
- "Intelligenze artificiali al Wellness " Giuseppe Nicodemo, regia Sabrina Morena, coproduzione col Teatro Miela di Trieste, ruolo Alida, (2022.)
- "Enrico IV", Luigi Pirandello, regia Marco Lorenzi, nel ruolo di Matilde, (2022)
- "Rastanci", Elvis Bošnjak, regia Anastasia Jankovska, nel ruolo di Beata, (2023)
- "A ritmo di Broadway", 20 anniversario del lavoro artistico, I. Weidlich/G. Nicodemo regia di T. Strmečki, direzione musicale di F. Gjud, (2023.)
- "Anna Bolena", opera- G. Donizetti, regia D. Haller, ruolo Elisabetta I, regina d'Inghilterra (2023.)
- "Dall'Istria... con amor!", P. Blašković- D. Orlić, regia P. Blašković, nel ruolo della Capra istriana numero 1, (2023.)
- "Macbeth"- W.Shakespeare, regia E.Miler, nel ruolo del Re Duncan (2024.)
- "La casetta del porcospino"/"Ježeva kućica" musical di B. Ćopić, regia S. M. Langerholz, ruolo del porcospino Ježurka Ježić, GKL Fiume ( 2024.)
- "La nostra famiglia", di Saša Eržen, regia Marjan Nečak, ruolo di Laura Di Caprio, coproduzione con: Dramma italiano, Teatro Stabile Sloveno di Trieste e Gledališče Koper (2024.)
- TangoInCanto, regia G.Nicodemo, ruolo principale femminile (2025.)

### Televisione
- Villa Marija - serie TV (2005)
- Sve će biti dobro - serie TV (2008-2009)
- Dolina sunca - serie TV (2010)
- 2017 " Rafael", regia- B. Somboogart
- 2018 "Heirs of the Night" - serial, regia Diederik van Rooijen

## Discografia
- Moj mali svijet (2008)
- Bianco Natale (Bijeli Božić) (2010)
- Nanita (2015)

## Premi
- Premio Gianna Depoli per la migliore interpretazione nella stagione 2016/2017 del Dramma Italiano per i ruoli Barbara Leoni e Signora Cosulich in Cabaret D'Annunzio.
- Premio Gianna Depoli per la miglior interpretazione femminile nella stagione 2017/2018 del Dramma Italiano, per il ruolo di Tzatzira nello spettacolo "Anche le pulci hanno la tosse"di F.Tomizza
- Premio Gianna Depoli per la miglior interpretazione femminile nella stagione 2018/2019 del Dramma italiano per il ruolo del Narratore in" Effetto farfalla"
- Premio Slavko Šestak per la miglior interpretazione nella stagione 2018/2019 nel musical "Sunset Boulevard" per il ruolo di Norma Desmond
- Premio del Teatro Croato "Hrvatsko Glumište",come miglior attrice, per il ruolo di Norma Desmond nel musical "Sunset Boulevard" (2020)
- Premio alla Cultura della Regione Litorale montana (2021)
- Premio Gianna Depoli per la migliore interpretazione femminile nella stagione 2021/2022 per il ruolo di Lilli Vanessi/ Cate nello spettacolo "Baciami Cate"
- Premio del pubblico per lo spettacolo "A Ritmo di Broadway" al festival Virkas (2024.)
- Premio del pubblico Giulio Marini per il miglior spettacolo nella stagione 2023/2024 - "A ritmo di Broadway"/ "U ritmu Broadwaya"
- Premio del pubblico Gianna Depoli per la migliore interpretazione femminile nella stagione 2023/2024 per il ruolo nello spettacolo "A ritmo di Broadway"/ "U ritmu Broadwaya"